# BBC Radio 1 Live in Concert (XTC)
BBC Radio 1 Live in Concert (1992) è il primo disco live ufficiale degli XTC.

## Il disco
Prima versione ufficiale del concerto al momento pubblicato solo su numerosi bootleg. L'intero contenuto sarà ripubblicato nel box-set Transistor Blast: The Best of the BBC Sessions.
Il concerto è stato registrato il 22 dicembre 1980 all'Hammersmith Palais di Londra, Inghilterra, e trasmesso il 7 febbraio 1981 dal programma radiofonico "Radio 1's In Concert" della BBC.

## Formazione
- Andy Partridge - chitarra e voce
- Colin Moulding - basso e voce
- Dave Gregory - chitarra, tastiere e cori
- Terry Chambers - batteria

## Tracce
1. Life Begins at the Hop (Colin Moulding) – 3:56
2. Burning with Optimism's Flames (Andy Partridge) – 4:23
3. Love at First Sight (Moulding) – 3:10
4. Respectable Street (Partridge) – 3:51
5. No Language in Our Lungs (Partridge) – 4:59
6. This Is Pop? (Partridge) – 2:48
7. Scissor Man (Partridge) – 4:49
8. Towers of London (Partridge) – 5:21
9. Battery Brides (Andy Paints Brian) (Partridge) – 7:21
10. Living through Another Cuba (Partridge) – 3:28
11. Generals and Majors (Moulding) – 4:37
12. Making Plans for Nigel (Moulding) – 4:21
13. Are You Receiving Me? (Partridge) – 3:16